# Plexus (roman)
Pour les articles homonymes, voir Plexus.
Plexus est un roman autobiographique d'Henry Miller publié en 1952.
Deuxième partie de la trilogie intitulée La Crucifixion en rose, le livre décrit les épisodes du mariage de Miller avec Mara-Mona (June Miller) ainsi que ses tentatives de devenir écrivain après avoir quitté son poste de la Compagnie cosmodémonique des télégraphes.

## Résumé
L'auteur y raconte ses années d’enfance dans un quartier pittoresque de New York, ses aventures de jeune homme que torture le démon de l’écriture et qui, afin de le satisfaire, finit par briser une à une les chaînes qui le rivent à la vie quotidienne de ses compatriotes, son combat difficile pour devenir un artiste. Il connaît la misère, les rebuffades, les vexations de toute sorte, l’orgueil solitaire de celui qui croit en son génie et parviendra à le faire triompher. Dans cette lutte, sa nouvelle compagne, Mona, pousse le dévouement au-delà des limites communes.

## Éditions
- Correa, 1952
- Olympia Press, 1953
- Buchet/Chastel, 1962
- Grove Press, 1965
- Le Livre de poche, 1967
- Christian Bourgois éditeur, 1995